# Discriminació lingüística

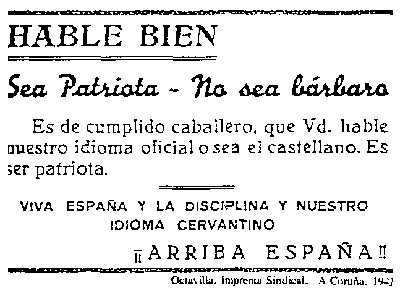
Fulletó del sindicat vertical franquista del 1942 que feia apologia contra les altres llengües autòctones parlades a Espanya. Hi diu, en castellà: «Parleu bé. Sigueu patriotes - No sigueu bàrbars. És d'un cavaller respectable que vós parleu el nostre idioma oficial, és a dir el castellà. És d'ésser patriota. Visca Espanya i la disciplina i el nostre idioma cervantí.»

La discriminació lingüística, actualment també coneguda com a racisme lingüístic, és qualsevol forma d'odi materialitzada com a menyspreu, aversió, desatenció, represàlia o repressió contra una persona o col·lectiu i per raó de la seva llengua, sigui la materna o aquella adquirida en un territori o context determinats. És una definició que també s'aplica, especialment, contra aquelles llengües definides com a autòctones (equivalents a llengües pròpies), regionals, minoritàries o minoritzades i contra llurs parlants.
Tot i que històricament ha rebut menys atenció que altres formes de discriminació, el lingüístic és un tipus de bandejament prohibit per la legislació internacional i explícit en diversos articles del Pacte Internacional de Drets Civils i Polítics de 1966. Alhora, la llengua és habitualment un dels indicadors més significatius de les discriminacions per raó d'origen i d'ètnia —també prohibides pel dret internacional i per la Declaració Universal dels Drets Humans.
| «                                                               | En els Estats on existeixen minories ètniques, religioses o lingüístiques no es pot negar a les persones que pertanyin a aquestes minories el dret que els pertoca en comú amb els altres membres del seu grup, a tenir la seva pròpia vida cultural, a professar i a practicar la seva pròpia religió i a fer ús del propi idioma. | » |
| — Article 27 del Pacte Internacional de Drets Civils i Polítics | |   |

La discriminació lingüística ha estat contínua al llarg de la història. Tanmateix, durant el segle xxi s'ha inclòs com a part d'una crisi lingüística mundial que afecta bona part dels idiomes aborígens del món i que està estretament relacionada amb les llengües amenaçades i classificades en perill d'extinció. En aquest sentit, el català ha estat una de les llengües més àmpliament estudiades per la lingüística d'arreu del món com a idioma minoritzat pel racisme lingüístic (vinculat al concepte ètnic) al llarg de la història i fins a l'actualitat.
Convé no confondre el concepte de discriminació lingüística amb els termes «assetjament lingüístic» o «abús lingüístic». Aquests darrers fan referència a l'ús del llenguatge (oral o escrit) per a degradar personalment o proferir insults i en el context d'una jerarquia o asimetria de classe social, situació laboral, gènere o quant a extralimitacions i pressions sexuals. L'assetjament lingüístic, de fet, pren la seva existència de les definicions d'assetjament sexual.

## Conseqüències sociolingüístiques
La discriminació d'una llengua, en cadascun dels seus nivells, desencadena situacions comunitàries àmpliament estudiades i documentades per la sociolingüística. Les conseqüències primerenques i més habituals de l'aversió i repressió contra una llengua són la seva estereotipació, la pèrdua de prestigi i l'adopció d'una condició bilingüe forçada, atès que hi ha l'adopció d'unes connotacions negatives com a llengua marcada. Consegüentment, la discriminació esperona que els parlants limitin la seva parla entorn de la llar o als espais no públics, una submissió que es coneix com a diglòssia. Les conductes discriminatòries cap a una comunitat de parlants sostingudes en el temps, endemés, poden afectar les cadenes de transmissió lingüística intergeneracional i perpetrar, a llarg termini, una substitució lingüística i fins i tot l'extinció de la seva llengua amb una reducció de la diversitat lingüística.
Quan la discriminació lingüística assoleix quotes extremes com la imposició d'una sola llengua majoritària allà on n'hi ha d'autòctones minoritàries, la prohibició explícita en àmbits educatius i de serveis bàsics, la repressió política i policial, els càstigs físics (com la vergonha) o és part d'una planificació lingüística concreta per tal de residualitzar-la o eliminar-la, es parla de genocidi lingüístic. Atès que és la destrucció parcial del costumari i de l'ideari comunicatiu d'una societat, les discriminacions per llengua que conformen un genocidi lingüístic són englobades com a etnocidi. Un cop desposseïda del seus drets comunicatius i d'aprenentatge, el bandejament absolut de la llengua d'aquesta societat esdevé un mecanisme que ha sostingut històricament els valors simbòlics del colonialisme i ha propiciat desigualtats com una mà d’obra barata i dòcil durant llargs períodes.
Contràriament, molts territoris i nacions han endegat, al llarg de la història, polítiques d'acció i de reversió contra la discriminació lingüística. Unides a la consciència col·lectiva per a la protecció de la diversitat lingüística i l'assumpció que totes les llengües són capaces de rearmar-se amb autenticitat i caràcter de rigor, permeten d'afaiçonar estratègies pro-drets humans del que es coneix com a revitalització lingüística, que quan s'aplica a esferes socials, acadèmiques, educatives concretes rep el nom de normalització lingüística.

## Tipologia i casuística
Entre els diversos subtipus de discriminació lingüística, un dels més importants és la glotofòbia, a través de la qual s'estableix un perfil lingüístic i estereotipat d'un individu per motiu dels seus trets idiomàtics (l'accent, la variant dialectal o els usos lèxics). Diversos autors han estudiat considerablement que molts dels tipus de discriminació lingüística glotofòbica estan molt vinculats al bilingüisme; s'empeny als parlants amb el perfil lingüístic de la llengua marcada a un estrat social més baix, menys honorífic i amb menys expectatives d'ascens social.
Històricament, el bandejament de comunitats per raó del seu idioma ha estat una característica intrínseca tant del colonialisme com també del postcolonialisme. L'estratificació lingüística d'un grup social oprimit, colonitzat o esclavitzat amb una llengua nadiua, però que es veu forçat a haver de parlar la llengua dominant que li és aliena (la del seu repressor) constitueix els anomenats pidgins. Aquest tipus de dialecte obligat no és per defecte cap llengua materna, sinó la de la primera generació discriminada. Un cop aquests trets sintàctics, lèxics i fonètics es transmeten generacionalment, es parla de llengua criolla. Nogensmenys, els parlants nadius criolls també veuen perpetuada la mateixa discriminació, puix que la llengua que parlen ja té connotacions negatives i d'inferioritat social.
En l'àmbit europeu, la manca de serveis públics en la llengua autòctona i minoritzada d'un territori provoca creixents situacions de disparitat, tant en el tractament sociopolític de l'idioma en qüestió, com també en una pèrdua progressiva de conscienciació sobre l'impacte que suposa la desprotecció de drets dels seus parlants. La no implementació del seu ús contravé la Carta Europea de les Llengües Regionals o Minoritàries i, per tant, també constitueix un tipus ben parametritzat de discriminació lingüística.